# Kurdaka
Kurdaka (gr. Κούρδακα) – wieś w Republice Cypryjskiej, w dystrykcie Pafos. W 2011 roku liczyła 7 mieszkańców.